# Rezervația Naturală Specială Uvac
Rezervația Naturală Specială Uvac (în sârbă Специјални резерват природе Увац) este o rezervație naturală de categorie I din Serbia. Este cunoscută pentru proiectul de succes de conservare a vulturului sur. 

## Locație
Rezervația este situată în sud-vestul Serbiei, în comunele Nova Varoš (aproximativ 2/3) și Sjenica (1/3) în districtul Zlatibor. Zona protejată este alungită și cuprinde valea râului Uvac, inclusiv Defileul Uvac.

## Geografie
Din punct de vedere geografic, valea Uvac face parte din muntele Stari Vlah - Raška. Este înconjurat de munții Zlatar la vest, Murtenica și Čemernica la nord, Javor la est și Jadovnik la sud. Cel mai mic punct din rezervație este 760 metri (2.490 ft)  și cel mai mare 1,322 metri (4 ft 4,0 in). Secțiunea morfologică centrală este de fapt o vale asemănătoare canionului râului, inclusiv văile afluenților săi. Râul își tăie albia adânc prin rocile calcaroase și formează un canion îngust cu stânci de calcar înalte și abrupte. O adâncime medie a văii este între 200 metri și 300 metri (980 ft), cea mai adâncă secțiune fiind 350 metri (1.150 ft). Cheile Uvac sunt cunoscute mai ales pentru meandrele „ciupite”, sau  tăiate în stilul canionului. Înălțimea relativă a meandrelor ajunge la aproximativ 100 metri (330 ft)  apropierea satului Gornje Lopiže. Fotografiile meandrelor sunt adesea folosite în publicațiile turistice promoționale din Serbia. 
Există 12 priveliști alese în defileu. Cele mai populare trei sunt Veliki Krš, Veliki Vrh și Molitva. Cele mai cunoscute imagini panoramice ale defileului au fost făcute din aceste trei puncte. 
Terenul este carstic, cu numeroase trăsături carstice: câmpiile carstice, cotloanele carstice, doline, peșteri, avene și formațiuni stâncoase. Peșterile sunt numeroase și variază, de la grote până la unul dintre cele mai mari sisteme de peșteri din Serbia. Până acum, 6,185 metri (20,29 ft) din cadrul sistemului de peșteri Ušak, care, din anul 2017 este cea de-a treia cea mai lunga pestera din Serbia, dupa Peștera lui Lazar si Peștera Cerje. Sistemul este alcătuit din două peșteri, Ušak și Ledena, care sunt legate de avenul Bezdan. Alte peșteri din rezervație includ pesterile Tubića, Durulja și Bažarșka. Toate sunt bogate în stalactite și stalagmite. Se estimează că sistemul Ušak are o vechime de 250 de milioane de ani, dar este încă activ din punct de vedere geologic. 
Apele râului Uvac sunt folosite pentru trei centrale hidroelectrice în rezervație, fiecare cu un lac artificial: Bistrica cu Lacul Radoinja (1960), Kokin Brod cu Lacul Zlatar (1962) și Sjenica cu Lacul Sjenica (1979).

## Biodiversitate

### Plante
Există 219 specii de plante în rezervație. Dintre acestea, 3 sunt de importanță internațională, 3 sunt enumerate în lista Roșie, 25 sunt plasate sub regim controlat de cules și de tranzacționare și 50 sunt considerate a avea proprietăți medicinale.

### Animale
În râul Uvac și afluenții săi din cadrul rezervației, sunt 24 de specii de pești. Apa curată din râuri și rezervoare sunt locații naturale de reproducere  pentru lostriță, păstrăv brun, păstrăvul fântânel, șalău, mreana mediteraneană, scobar și clean.
Mamifere faună includ lupi, urși, mistreți, vulpi, iepuri, bursuci și jderul de pin, dintre care unele sunt declarate rare și pe cale de dispariție în Serbia.

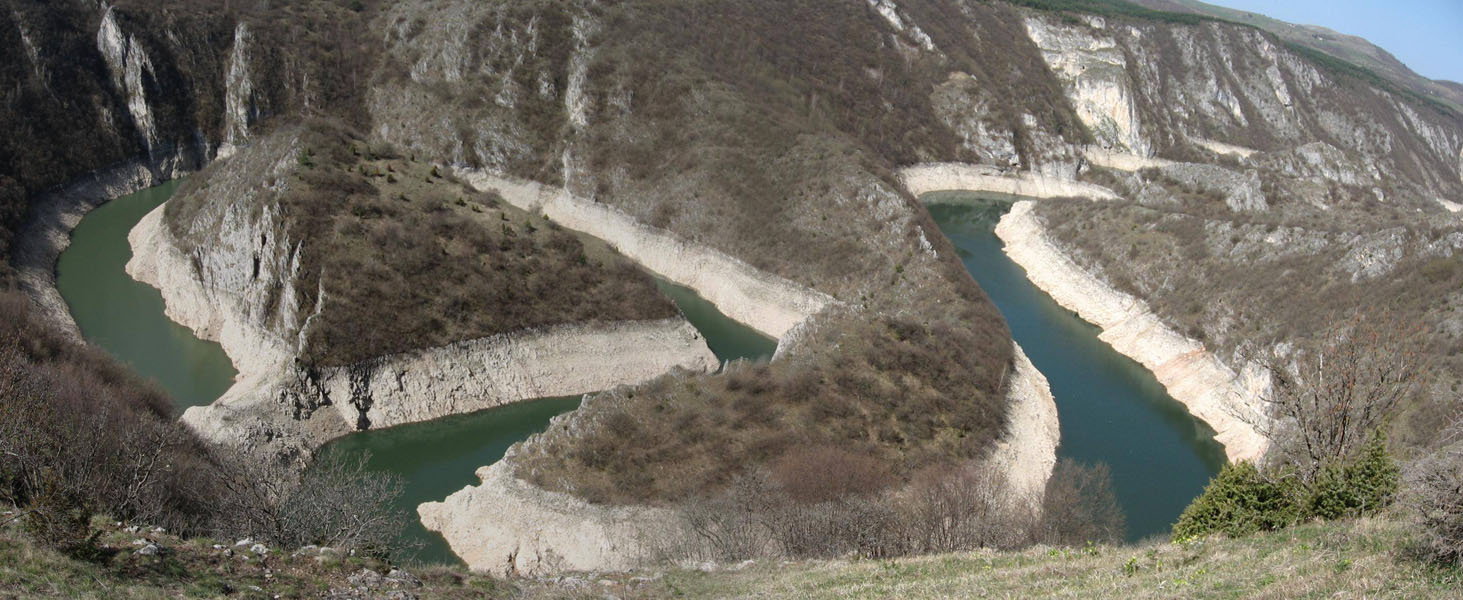
Meandrele râului Uvac

Principala atracție în rezervă este avifauna, cu 172 de specii de păsări. Cel mai important locuitor al Uvac este vulturul pleșuv, una dintre cele două specii de vulturi rămase care cuibăresc în Serbia. Pasăre mare, cu o anvergură a aripilor de până la 3 metri (9,8 ft), are un loc unic în lanțul alimentar al ecosistemului deoarece se hrănește exclusiv pe carcase, oferind o "reciclare" naturală. În anii de după al doilea Război Mondial, specia era pe cale de dispariție. În scopul de a salva păsărea, o zonă din defileul Uvac a fost protejată în 1971, dar totuși, numărul de păsări redus la doar 7 în anii 1970 și 10 în 1990. La acel moment, se părea că specia va dispărea, pentru că deja a dispărut din estul Serbiei, România, Albania, Bosnia și Herțegovina și Muntenegru. Situația a început să se îmbunătățească atunci când, în 1994 locul de hrană Manastirina a fost amenajat. Până în 2017, numărul de vulturi pleșuvi a crescut la 110 cuiburi cupluri și aproape 500 de păsări cu totul. Aceasta este cea mai mare colonie de vulturii pleșuvi din Balcani și una dintre cele mai mari din Europa, cu, probabil, singura colonie din Spania fiind mai mare.
Vulturii pleșuvi din Uvac călătoresc peste tot în Europa și Orientul Mijlociu. Păsările marcate din Uvac au fost interceptate în 18 țări, variind de la Spania până pe partea de vest a Yemenului, 4,000 kilometri (2,485 mi) la sud-est. Șapte păsări au fost detectate în 2,000 kilometri (1,243 mi) departe în Israel, care mai târziu a revenit în Uvac. De exemplu, o femelă pe nume Sara, care a eclozat în Uvac în 2011, a fost interceptată prin satelit și marcată în Israel în 2012. După atingerea maturității sexuale, ea s-a întors în Serbia, în 2017. Dispozitivele de urmărire au arătat că unele păsări au un timp de zbor mare de până la 10 kilometri (6,2 mi). Un mascul a zburat spre nord în Polonia și a fost rănit. Ambasadorul poloniei i-a transportat înapoi la Uvac cu avionul, a fost vindecat și a fost numit Uroš cel Slab, după ultimul împărat sârb. El a devenit o atracție turistică.
Ca populație este înfloritoare, există mai puține locații potrivite pentru a cuibări în rezervație. În 2009, un proiect pentru reintroducerea de vulturii pleșuvi în Munții Balcani a fost pregătit. Păsările erau obișnuite pentru a trăi în această zonă din Estul Serbiei, la granița cu Bulgaria, dar au dispărut la sfârșitul anilor 1940. Din cauza dificultăților financiare, proiectul a fost pus pe pauză. Reintroducerea programul a continuat în 2017, în domeniul de aplicare al unui mai amplu program European. Printre alte lucruri, cablurile de alimentare vor fi amplasate de-a lungul rutei migrației vulturilor.

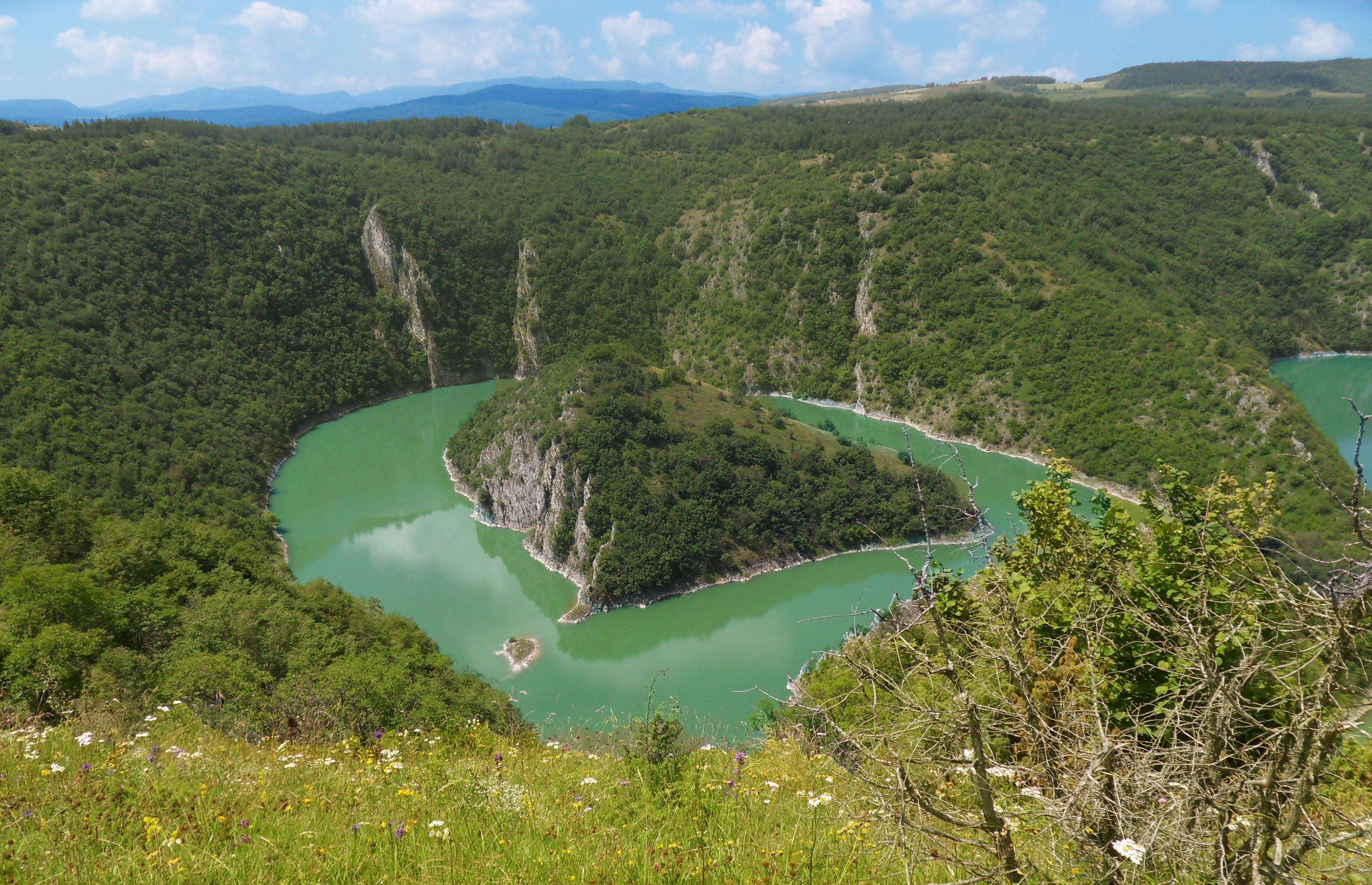
O insulă în defileul Uvac

Aparatul de fotografiat, care este instalat pe terenul de hrănire, a înregistrat alte două specii de vultur care au dispărut din aceste zonă: vulturul negru și hoitarul. Administrarea rezervei, în asociere cu Institutul de Cercetări Biologice "Siniša Stanković" și Institutul pentru Conservarea Naturii din Serbia, dorește să pună în aplicare proiectul de reintroducere al unei alte specii de vultur care a dispărut în regiune, zăganul. Alte păsări din zona protejată includ multe specii de șoimi, bufnițe și, în special, vulturi: codalbul, acvila de munte, șorecarul comun și șerparul. Uvac este, de asemenea, una dintre zonele rare de cuibărit de ferestraș mare din Serbia și locul celei mai mari populații înregistrate de această pasăre din Balcani.
În 2017, ecologiștii au avertizat că turismul excesiv pune în pericol vulturii grifoni. Ghizii turistici de multe ori se abate de la traseele turistice, pentru a aduce turiștii mai aproape de cuiburile și chiar pentru a speria păsările, astfel încât acestea ar putea zbura, iar turiștii să-i poată fotografia. În 2016-17 12 cuiburi au fost abandonate, 6 s-au prăbușit și 2 pui au căzut. Totuși, păsările s-au obișnuit cu vizitatorii. Când turisti viziteaza observatoarele, păsările au început să zboare mai sus, ca ei să aștepte mâncare. Puii sunt atât de bine hrăniți, încât în loc să cântărească între 8 la 9 kilograme (18 la 20 lb), unele cântăresc până 12 la 13 kilograme (26 la 29 lb) și cădea în lacuri. Pădurarii îi iau și se întorc la cuiburi, până când pierd o greutate și învață să zboare. În sezonul de vară din 2017 au fost 12.000 de vizitatori
Până la sfârșitul anului 2018 erau aproape 150 de cupluri de cuibărituri de diferite vulturi și 600 de păsări individuale. Urmărirea arată că, în medie, un vultur zboară în jur de 40 kilometri (25 mi) zilnic, în modelele de cerc. Terasa masivă, cum ar fi curajul pe care păsările îl folosesc pentru a decola, se numește "Castelul grifonilor". 

## Protecție
Regiunea Uvac a fost declarată zonă protejată în 1971. Astăzi acoperă o suprafață de 75,43 kilometri pătrați (29,12 mi2). În 2008, a fost votată una dintre cele șapte minuni naturale ale Serbiei. 
În octombrie 2018 nivelul apei din lac a scazut pentru unii 20 metri (66 ft) în 20 de zile, dar nivelul a fost, în general, va fi închis pentru două luni. Bărcile lăsate pe mal ar fi de ajuns pentru mai mult 0,5 metri (1 ft 8 in) a uscat peste noapte. Apa a fost folosită de Elektroprivreda Srbije (EPS), un stat utilitar electric power company, pentru mărirea producției de energie electrică. În această perioadă, lungimea totală a lacului a fost redus de la 27 kilometri (17 mi) la 23 kilometri (14 mi). EPS a susținut că acest lucru este normal și că nu va afecta fauna sălbatică. Aceasta a coincis cu golirea de alte acumulări în zonele protejate și în alte părți ale Serbiei (Lacul Vlasina, Lacul Zavoj). Acest lucru a determinat suspiciuni că forțarea producției de energie electrică este parte dintr-un sistem, în caz de Uvac, cu companii din Bosnia și Herțegovina. EPS respins aceste afirmații, spunând că, în perioadele anterioare, și mai ales în anii 2000 și 2012, nivelul apei era mult mai mică decât astăzi. Totuși, compania nu a dezvăluit de ce golesc lacul